# NGC 3054
NGC 3054 is een balkspiraalstelsel in het sterrenbeeld Waterslang. Het hemelobject werd op 3 april 1859 ontdekt door de Duits-Amerikaanse astronoom Christian Heinrich Friedrich Peters. In januari 2006 werd supernova SN 2006T waargenomen in NGC 3054.

## Synoniemen
- ESO 499-18
- MCG -4-24-5
- UGCA 187
- PGC 28571